# Solvabiliteit
Solvabiliteit heeft te maken met het vreemd vermogen en het eigen vermogen op de balans. Het betreft hier de samenstelling van de passivakant van de balans. De solvabiliteit wordt gebruikt om inzicht te krijgen in de financiële gezondheid van een bedrijf op de langere termijn: hoe groter de solvabiliteit, hoe groter in het algemeen het vermogen om zowel de kortlopende alsook de langlopende schulden te kunnen terugbetalen.

## Definities
Er zijn twee manieren om de solvabiliteit in een financieel kengetal uit te drukken, zodanig dat een hoge solvabiliteit in een hoog getal wordt uitgedrukt:
{\displaystyle Solvabiliteit={\frac {eigen~vermogen}{totaal~vermogen}}\times 100\%}
{\displaystyle Solvabiliteit={\frac {eigen~vermogen}{vreemd~vermogen}}\times 100\%}
Daarnaast is er de debt ratio, waarbij een hoge solvabiliteit in een laag getal wordt uitgedrukt:
{\displaystyle Debtratio={\frac {vreemd~vermogen}{totaal~vermogen}}}
Bij een hoge solvabiliteit staat er veel eigen vermogen tegenover de schulden en is de kans groot dat het bedrijf de schulden zal afbetalen. Wordt het eigen vermogen te klein dan verslechtert de solvabiliteit waardoor kredietverschaffers en leveranciers minder snel bereid zijn krediet te verstrekken. De kans wordt immers groter dat zij hun vorderingen niet meer kunnen innen.
In geval van een liquidatie bij een faillissement, zou in theorie bij een positief eigen vermogen iedereen 'terug betaald' worden, inclusief de eigenaar. In de praktijk gaat het vaak iets anders omdat de boekwaarde van de activa niet altijd de reële waarde van de activa weerspiegelt. De kosten van de liquidatie moeten ook meegenomen worden.
Banken berekenen daarom vaak een aangepaste solvabiliteitsratio; ze corrigeren de jaarrekening door de mogelijke opbrengstwaarde van de activa te gebruiken in plaats van de boekwaarde. Er zijn namelijk bepaalde balansposten die wel voor een bepaalde waarde geboekt staan, maar dat betekent niet dat men er effectief geld voor krijgt in geval van liquidatie. Een voorbeeld van zo'n balanspost is Onderzoek & Ontwikkeling en oprichtingskosten. Oprichtingskosten mag je over maximaal 5 jaar afschrijven (20% per jaar); daarom staan ze op de balans. Bij verkoop van de onderneming, met name als het een gedwongen liquidatie is, is het onwaarschijnlijk dat de kopende partij er iets voor wil betalen. Ook bij machines en installaties die specifiek binnen bepaalde typen bedrijf gebruikt worden is het zeer de vraag of die verkoopbaar blijken voor een bedrag dat in de buurt komt van de boekwaarde. Afhankelijk van de directe opbrengstwaarde van de activa ligt de minimumnorm voor de solvabiliteit voor niet-financiële ondernemingen tussen de 25% en 40%. Daarbij moet altijd gekeken worden welke van bovenstaande formules wordt gehanteerd. Is bijvoorbeeld het eigen vermogen 50 en het vreemd vermogen 150 dan is de solvabiliteit volgens de eerste formule 25%. Volgens de tweede formule echter is het 33% terwijl de debt ratio 0,75 (of 75%) is.
Als de debt ratio daalt, is de solvabiliteit verbeterd. Bij de eerste twee formules betekent een daling juist een verslechtering.

### Verzekeringsmaatschappijen
Voor verzekeraars is de berekening van de solvabiliteit ingewikkelder. Het vermogen ligt redelijk vast, maar over de verplichtingen is minder zekerheid. Verzekeraars gaan uiteenlopende uitkeringsverplichtingen aan, die in het geval van levensverzekeringen soms meer dan veertig jaar in de toekomst liggen. Bij de waardering is de rente waartegen de toekomstige verplichtingen verdisconteerd moeten worden van groot belang. Financiële toezichthouders, zoals De Nederlandsche Bank, stellen hiervoor specifieke eisen die eerder zijn vastgelegd in internationaal geldende afspraken. Vanaf 1 januari 2016 moeten de verzekeraars voldoen aan de nieuwste afspraken van de Solvabiliteit II-richtlijn.

## Liquiditeit
De solvabiliteit zegt op zichzelf weinig over het kunnen voldoen door de onderneming van de financiële verplichtingen op de korte termijn. Hiervoor is de liquiditeit leidend. Deze wordt berekend aan de hand van de quick ratio en de current ratio. Deze twee kengetallen geven aan of en hoe snel de onderneming aan zijn kortlopende/opeisbare schulden kan voldoen.